# 2917 Sawyer Hogg
A 2917 Sawyer Hogg (ideiglenes jelöléssel 1980 RR) a Naprendszer kisbolygóövében található aszteroida. Edward L. G. Bowell fedezte fel 1980. szeptember 2-án.